# Тобаяс Смолет
Тобаяс Смолет (на английски: Tobias Smollett) е шотландски медик, журналист, преводач, поет и писател на произведения в жанровете драма, лирика, пикаресков роман, приключенски роман, пътепис, сатира и документалистика.

## Биография и творчество
Тобаяс Джордж Смолет е роден на 19 март 1721 г. в Далхурн, сега част от Рентън, Западен Дънбартъншър, Шотландия, в проспериращо семейство. Завършва гимназия в Дамбартън през 1728 г. Учи медицина и хирургия в Университета на Глазгоу, но не завършва. През 1939 г. отива в Лондон и опитва неуспешна кариера в драматургията. По-късно се присъединява към Британския кралски флот като морски асистент-хирург. Работи на кораба „Чичестър“ и пътува до Ямайка, където се установява в продължение на няколко години. Участва в катастрофалната битка срещу испанците при Картахена през 1741 г. Заедно с работата си продължава да преследва литературното си поприще и да пише поезия.
През 1747 г. в Ямайка се жени за британката и богата наследница, Ан Ласелес, и се премества в Лондон.
Първият му пикарески роман, „Приключенията на Родерик Рандъм“, е издаден през 1748 г. и го прави известен автор. Завършва медицинското училище в Маришал Колидж в Абърдийн през 1750 г.
През 1751 г. е издаден романът му „Приключенията на Перегрин Пикъл“. Следващият му романи „Приключенията на граф Фердинанд Фатом“ от 1753 г. не е успешен.
През 1755 г. прави превод на английски език на романа на Мигел де Сервантес „Дон Кихот“, който ревизира през 1761 г. През 1756 г. става редактор на списание „Критичен преглед“.
В периода 1757 – 1765 г. пише своя основен труд – „Пълна история на Англия“. През този период той излежава кратка присъда за затвор за клевета. През 1760 г. е издаден романът му „Приключенията на сър Лончелот Грийвс“.
След смъртта на единствената му дъщеря, той и съпругата му заминават в чужбина, в резултат на което през 1766 г. е издаден пътеписът му „Пътувания през Франция и Италия“. В романа си „Историята и приключенията на един атом“ от 1769 г. под формата на приказка от древна Япония дава своето мнение за британската политика по време на Седемгодишната война. През 1768 г., заради влошено здраве, се премества в Италия, но продължава да путува. През 1771 г. е издаден последният му роман „Пътешествието на Хъмфри Клинкър“ вдъхновен от пътуване до Шотландия.
Тобаяс Смолет умира от туберкулоза на 17 септември 1771 г. в Ливорно, Италия.

## Произведения

### Самостоятелни романи
- The Adventures of Roderick Random (1748)
Приключенията на Родерик Рандъм, изд.: „Отечество“, София (1987), прев. Александър Бояджиев
- The Adventures of Peregrine Pickle (1751)
- The Adventures of Ferdinand Count Fathom (1753)
- The Life and Adventures of Sir Launcelot Greaves (1760)
- The History and Adventures of an Atom (1769)
- The Expedition of Humphry Clinker (1771)
Пътешествието на Хъмфри Клинкър, изд.: „Народна култура“, София (1985), прев. Ирина Калоянова-Василева

### Поезия
- Advice (1746)
- Reproof: A satire, a sequel to Advice (1747)

### Пиеси
- The Regicide; or, James the First, of Scotland (1749) – трагедия
- The Reprisal; or, The Tars of Old England (1757) – комедия

### Документалистика
- A Compendium of Authentic and Entertaining Voyages (1756)
- Travels through France and Italy (1766) – пътепис
- The Present State of all Nations (1768 – 1769) – в осем тома